# Przestrzeń Moore’a (topologia ogólna)
Przestrzeń Moore’a – {\displaystyle T_{3}}-przestrzeń z punktowo miałkim ciągiem pokryć.
Nie jest tożsama z przestrzenią Moore’a rozpatrywaną w topologii algebraicznej, która jest obiektem zupełnie innej natury.

## Przykłady
- Każda przestrzeń metryzowalna jest przestrzenią Moore’a.
- Płaszczyzna Niemyckiego jest przestrzenią Moore’a[1].